# Hermann Pfeiffer
Hermann Pfeiffer (6 de mayo de 1902 - 11 de julio de 1969) fue un actor y director teatral, cinematográfico y radiofónico de nacionalidad alemana.

## Biografía
Nacido en Elberfeld, Alemania, a los 17 años de edad inició su carrera de actor, consiguiendo en 1920 su primer compromiso en el Wuppertaler Bühnen. Posteriormente actuó en Mönchengladbach, Gera y Erfurt. En esa época fue también dramaturgo y director teatral, y desde 1931 trabajó como director teatral adjunto en Erfurt.
Entre 1935 y 1936 permaneció en Magdeburgo, yendo luego a Berlín, donde tuvo su primer contacto con el cine. A partir del año 1936 hizo numerosos pequeños papeles ante las cámaras, interpretando a personajes de reparto como ujieres, administradores, invitados y otros similares. También fue director en algunas producciones, a partir de 1957 fue actor y director para la WDR en Colonia. 
Para la radio fue locutor, participando en diferentes episodios de la serie de Paul Temple, según escritos de Francis Durbridge, entre ellos Affäre Gregory (1949), Paul Temple und der Fall Curzon (1951), Paul Temple und der Fall Vandyke (1953) (dirigido por Eduard Hermann) y Paul Temple und der Fall Alex (1968) (dirigido por Otto Düben).
Hermann Pfeiffer falleció en Colonia, Alemania, en el año 1969.

## Filmografía
- 1936 : Das häßliche Entlein
- 1936 : Schlußakkord
- 1937 : Und du mein Schatz fährst mit
- 1937 : Der glückliche Finder
- 1937 : Die Kronzeugin
- 1937 : Man spricht über Jacqueline
- 1937 : Manege
- 1937 : Truxa
- 1937 : Der Unwiderstehliche
- 1937 : Die gelbe Flagge
- 1937 : Die Korallenprinzessin
- 1937 : Die Wiener Modell
- 1937 : Autobus S
- 1937 : Gewitterflug zu Claudia
- 1937 : Heiratsinstitut Ida & Co
- 1937 : Wenn Frauen schweigen
- 1937 : Wie einst im Mai
- 1937 : Zu neuen Ufern
- 1938 : Fünf Millionen suchen einen Erben
- 1938 : Am seidenen Faden
- 1938 : Es leuchten die Sterne
- 1938 : Frühlingsluft
- 1938 : Großalarm
- 1938 : Das Mädchen von gestern Nacht
- 1938 : Nanon
- 1938 : Nanu, Sie kennen Korff noch nicht?
- 1938 : Napoleon ist an allem schuld
- 1938 : Rote Orchideen
- 1938 : Das Verlegenheitskind
- 1938 : Wie ein Ei dem andern
- 1938 : Heimat
- 1938 : Der Maulkorb
- 1938 : Das Recht auf Liebe
- 1938 : Ihr Leibhusar
- 1938 : Was tun, Sybille?
- 1939 : Das Lied der Wüste
- 1939 : Alarm auf Station III
- 1939 : Der falsche Admiral
- 1939 : Die hundert Mark sind weg
- 1939 : Kitty und die Weltkonferenz
- 1939 : Kornblumenblau  (solo director)
- 1939 : Drei Unteroffiziere
- 1939 : Die fremde Frau
- 1939 : Die Frau ohne Vergangenheit
- 1939 : Ich bin gleich wieder da
- 1939 : Salonwagen E 417
- 1940 : Frau nach Maß
- 1940 : Die gute Sieben
- 1940 : Herzensfreud – Herzensleid
- 1940 : Für die Katz’ (solo director y guionista)
- 1940 : Falschmünzer (solo director)
- 1940 : Das Mädchen von St. Coeur
- 1940 : Wie konntest Du, Veronika!
- 1941 : Alles für Gloria
- 1941 : Familienanschluß
- 1941 : Jenny und der Herr im Frack
- 1941 : Unser kleiner Junge
- 1942 : Diesel
- 1942 : Die große Liebe
- 1942 : Fronttheater
- 1942 : Der Seniorchef
- 1943 : Damals
- 1943 : Geliebter Schatz
- 1943 : Die goldene Spinne
- 1943 : Kollege kommt gleich
- 1943 : Münchhausen
- 1943 : Die Wirtin zum Weißen Rößl
- 1943 : Zirkus Renz
- 1944 : Das Hochzeitshotel
- 1944 : Ein schöner Tag
- 1949 : Gesucht wird Majora  (solo director)
- 1951 : Czardas der Herzen
- 1951 : Weh dem, der liebt!
- 1951 : Eine Frau mit Herz
- 1951 : Kommen Sie am Ersten
- 1951 : Engel im Abendkleid
- 1952 : Alle kann ich nicht heiraten
- 1952 : Der Weibertausch
- 1953 : Der letzte Walzer
- 1953 : Man nennt es Liebe
- 1953 : Tagebuch einer Verliebten
- 1954 : Gitarren der Liebe
- 1954 : Die kleine Stadt will schlafen gehen
- 1954 : Schule für Eheglück
- 1954 : Dein Mund verspricht mir Liebe
- 1954 : Geliebtes Fräulein Doktor
- 1956 : Rot ist die Liebe
- 1957 : Glücksritter
- 1961 : Der fröhliche Weinberg  (TV, solo director)